# Provinz Butare

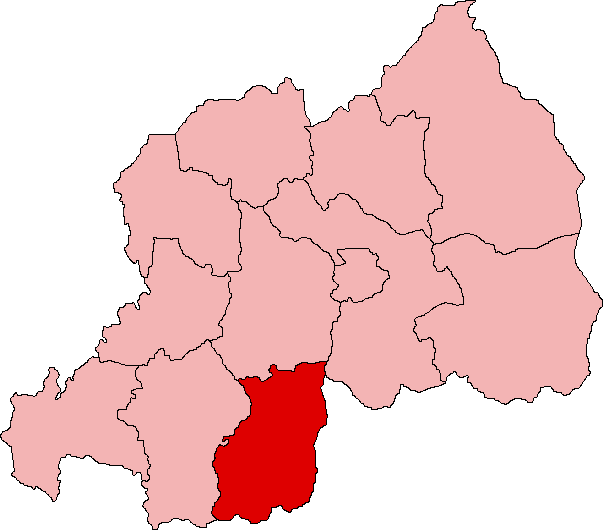
Lage der ehemaligen Provinz Butare in Ruanda

Die Provinz Butare war eine von zwölf Provinzen der Verwaltungsgliederung Ruandas bis 2006. Im Januar 2006 wurden diese in eine kleinere Anzahl neuer Provinzen eingeteilt, um ethnisch vielfältigere Verwaltungsgebiete zu schaffen. Die Provinz Butare befand sich im Süden Ruandas an der Grenze zu Burundi. Nachbarprovinzen waren im Westen Gikongoro, im Norden Gitarama und im Nordwesten Kigali Rural. Provinzhauptstadt war Butare.
Eine Grenzstreitigkeit mit Burundi, dessen Provinz Ngozi angrenzte, entstand 1965 um ein zwei Quadratkilometer großes Gebiet in Sabanerwa im Rukurazi-Tal. Nach schweren Regenfällen hatte sich der Verlauf des Grenzflusses Akanyaru (auch Kanyaru) verschoben. Auch 50 Jahre später kam es noch zu Streitigkeiten um das dortige Ackerland.
Die Provinz unterteilte sich in folgende zehn Distrikte:
1. Butare
2. Save
3. Mugombwa
4. Kibingo
5. Nyakizu
6. Maraba
7. Kiruhura
8. Nyanza – ein gleichnamiger Distrikt Nyanza existiert heute in der Südprovinz
9. Nyamure
10. Gikonko